# قرار مجلس الأمن التابع للأمم المتحدة رقم 955
قرار مجلس الأمن التابع للأمم المتحدة رقم 955، المعتمد في 8 تشرين الثاني / نوفمبر 1994، بعد أن أشار إلى جميع القرارات المتعلقة برواندا، لاحظ أن الانتهاكات الخطيرة للقانون الإنساني الدولي قد حدثت في البلد، وأنشأ بموجب الفصل السابع من ميثاق الأمم المتحدة، المحكمة الجنائية الدولية لرواندا.
وأعرب مجلس الأمن عن تقديره لعمل لجنة الخبراء المنشأة بموجب القرار 935 (1994)، وأعرب عن قلقه إزاء التقارير التي تفيد بحدوث إبادة جماعية وانتهاكات أخرى واسعة النطاق للقانون الإنساني الدولي في رواندا. وذكر أن الحالة تشكل تهديدا للسلم والأمن الدوليين، وهو مصمم على وضع حد لهذه الجرائم وتقديم المسؤولين عنها إلى العدالة من أجل استعادة السلام. ورأى المجلس أن إنشاء محكمة دولية سيكفل وقف هذه الانتهاكات ومعالجتها. وفي هذا الصدد، تم التشديد على ضرورة التعاون الدولي لتعزيز النظام القضائي في رواندا.
أُنشئت المحكمة الجنائية الدولية لرواندا ونظامها الأساسي بعد ملاحظة طلب حكومة رواندا إنشاء محكمة دولية لمحاكمة الانتهاكات الجسيمة للقانون الإنساني الدولي في رواندا في الفترة بين 1 كانون الثاني / يناير و 31 كانون الأول / ديسمبر 1994. وحث جميع البلدان على التعاون مع المحكمة الجنائية الدولية لرواندا وأجهزتها واتخاذ تدابير بموجب القانون المحلي لتنفيذ هذا القرار. كما طُلبت أموال ومعدات وخدمات للمحكمة من أجل دعم العملية. وسيتم إخطار الحكومة الرواندية قبل اتخاذ قرارات بشأن إنفاذ أو تخفيف الأحكام بموجب المادتين 26 و 27 من النظام الأساسي للمحكمة الدولية لرواندا.
وطُلب من الأمين العام بطرس بطرس غالي أن يكفل التنفيذ الفوري للقرار الحالي واتخاذ الترتيبات اللازمة لعمل المحكمة، بما في ذلك التوصيات المتعلقة بموقع المحكمة الجنائية الدولية لرواندا. وسيتم تحديد ذلك فيما يتعلق باعتبارات العدالة والإنصاف وكذلك الكفاءة الإدارية والوصول إلى الشهود والاقتصاد. ولاحظت أيضا أن المحكمة الجنائية الدولية لرواندا قد تجتمع بعيدا عن مقعدها لمناقشة مهامها. واختتم المجلس بالقول إن عدد القضاة ودوائر المحاكمة يمكن زيادته عند الضرورة.
اتخذ القرار بأغلبية 13 صوتا مقابل صوت واحد ضد من رواندا، بينما امتنعت الصين عن التصويت،  واعتبرت الإبادة الجماعية مسألة داخلية لرواندا.

## الرفض الرواندي
على الرغم من أن رواندا طلبت رسمياً من مجلس الأمن إنشاء محكمة دولية،  عارضت الحكومة الرواندية القرار. قدم الوفد الرواندي عدة أسباب للرفض:
1. إن الفترة التي غطتها المحكمة من 1 كانون الثاني / يناير إلى 31 كانون الأول / ديسمبر 1994، كانت غير كافية وينبغي تغييرها إلى فترة الحرب الأهلية الرواندية من 1 تشرين الأول / أكتوبر 1990 إلى 17 تموز / يوليو 1994. وجادلت رواندا بأن ذلك كان ضروريا ليشمل مرحلة التخطيط المزعومة للإبادة الجماعية.
2. قلة عدد قضاة الدائرة الابتدائية، وأنه ينبغي للمحكمة أن تحصل على دائرة استئناف ومدعي عام خاص بها، على عكس تقاسم هذه الكيانات مع المحكمة الجنائية الدولية ليوغوسلافيا السابقة.
3. يجب أن تركز المحكمة على جريمة الإبادة الجماعية، بدلاً من «تفريق طاقتها من خلال ملاحقة الجرائم التي تقع ضمن اختصاص المحاكم الداخلية».
4. إن «بعض الدول، التي لا تحتاج إلى ذكر اسمها هنا» والتي «لعبت دورًا نشطًا جدًا في الحرب الأهلية» يجب ألا يُسمح لها «باقتراح المرشحين للقضاة والمشاركة في انتخابهم».
5. أن أولئك الذين تحاكمهم المحكمة يمكن سجنهم في دول ثالثة، والتي «ستمنح السلطة للتوصل إلى قرارات بشأن المعتقلين»، وهو أمر يجب أن يكون لـ «المحكمة الدولية أو على الأقل للشعب الرواندي للبت فيه».
6. أن تستبعد المحكمة الجنائية الدولية لرواندا عقوبة الإعدام المنصوص عليها في قانون العقوبات الرواندي، مما يؤدي إلى «تفاوت في الأحكام».
7. أن يكون مقر المحكمة في رواندا. لقد فوجئ الوفد الرواندي «برؤية أن واضعي المشروع ما زالوا يترددون في الإشارة إلى المكان الذي سيكون فيه مقر المحكمة في المستقبل».

وعلى الرغم من هذا الرفض، ادعى الوفد الرواندي أن «رواندا تريد وتؤمن بمحكمة دولية لرواندا».

## روابط خارجية
- نص القرار في undocs.org
- International Criminal Tribunal for Rwanda website على موقع واي باك مشين (نسخة محفوظة May 30, 2010)
- موقع إرث للمحكمة الجنائية الدولية لرواندا